# 斯坦利 (福克兰群岛)
史丹利（英語：Stanley），又称史丹利港（Port Stanley），阿根廷稱阿根廷港（西班牙語：Puerto Argentino），是福克兰群岛的首府和唯一城市。史丹利港位于东福克兰岛（阿根廷称索莱达岛）一个北向的山坡上，面向港湾，2012年人口2121。

## 历史

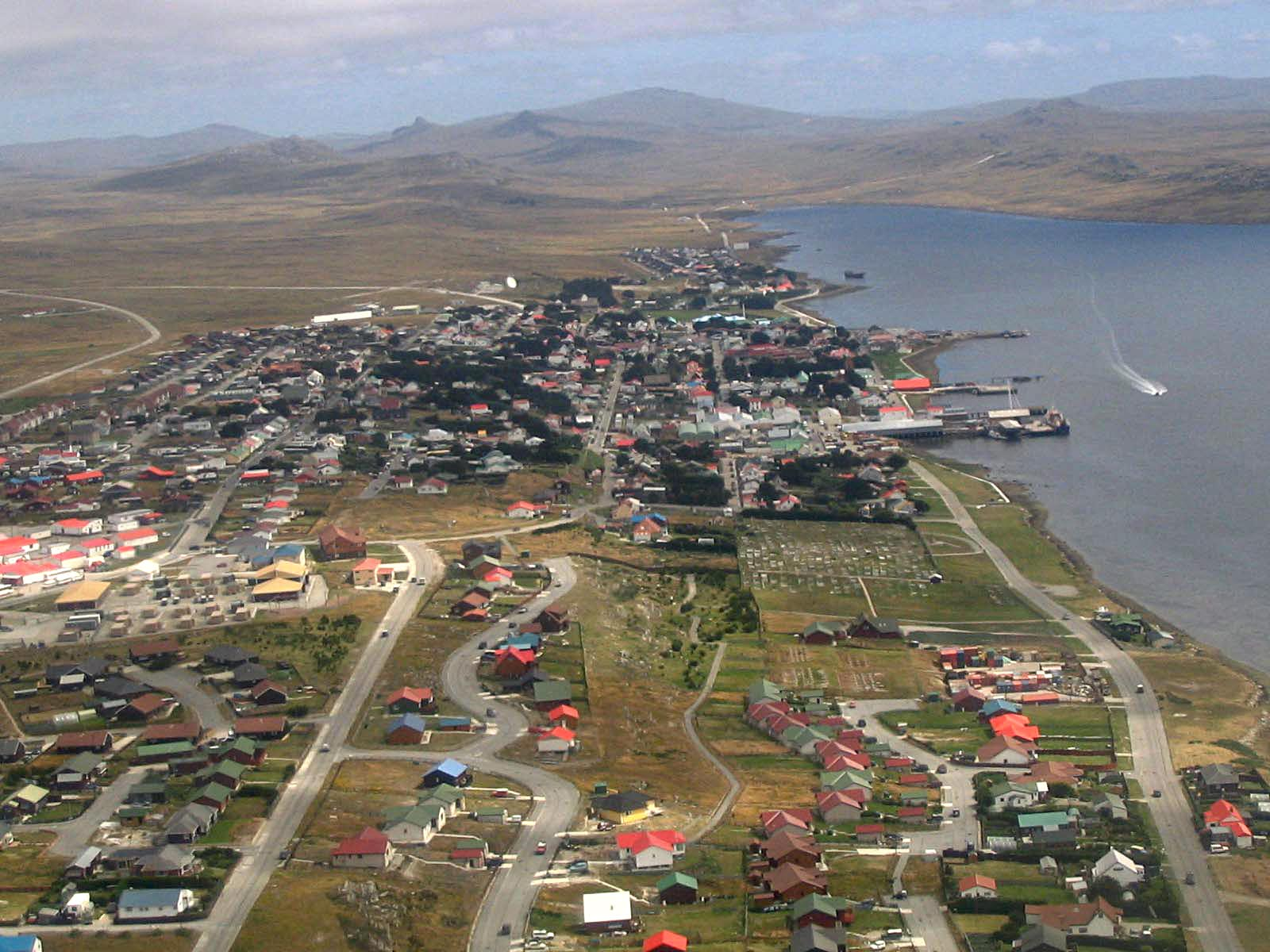
空中俯瞰史丹利

福克蘭群島首府原为路易港，位于未来阿根廷港北方之伯克利湾。一次地形调查后，总督穆迪决定将福克蘭群島首府迁往波特兰（Port land），并改名史丹利港（Stanley Harbour）。史坦利港有较深的锚地供船只停泊，但一些岛民却不满首府调迁的决定。
新首府的建设在1843年展开，1845年7月福克蘭群島首府正式迁往该处。史坦利港以时任战争及殖民地大臣爱德华·史密斯-斯坦利，第十四代德比伯爵的名字命名。1849年，30名已婚的居于切爾西皇家医院的退役军人被派往斯坦利港负责防务。
不久斯坦利港发展为深水港，起初专责船只维修。在巴拿马运河建成前，斯坦利港是通过麦哲伦海峡的船只的主要维修站，因为该区的大风浪经常使船只受到破坏。船只维修业推动了福克蘭群島的经济，该岛之后更成为南大西洋和南极洲的捕鲸业和海豹捕杀业基地。后来，斯坦利港成为英国海军一个重要的燃料补充地，在第一次世界大战的福克兰群岛战役和第二次世界大战的拉普拉塔河口海战，当地的海军基地受到波及。
1982年，斯坦利港被阿根廷军队占领，改名为阿根廷港，歷時约十星期。
2022年，為慶祝伊莉莎白二世登基白金禧，斯坦利港獲封為「城巿」。

## 交通
斯坦利机场在1972年11月15日由英國皇家空军启用，现在被岛内航线使用，亦连接该岛与英国在南极洲的基地。2003年阿根廷总统内斯托尔·基什内尔停止所有来往阿根廷大陆与该岛的航班，自此大部分抵达该岛的航班来自智利蓬塔阿雷纳斯。

## 馬拉松
自2005年起，斯坦利港每年舉行馬拉松賽事，並由渣打銀行冠名贊助，為現時全球十個渣打馬拉松之一。該項賽事於2006年獲國際馬拉松及道路賽協會（AIMS）認可，為全球最南而獲得AIMS認可的馬拉松賽事。該馬拉松以多變天氣而且強風著稱，成為跑手的最大挑戰。